# M&D
M&D (signifiant Midnight & Dawn ou Miari & Dangye-dong) est un duo sud-coréen de pop rock formé par SM Entertainment en 2011. Le groupe se compose de Kim Heechul de Super Junior et de Kim Jungmo de TRAX. Les deux membres écrivent et composent toutes leurs chansons. Leur premier single, « Close Ur Mouth », est sorti en juin 2011.

## Histoire

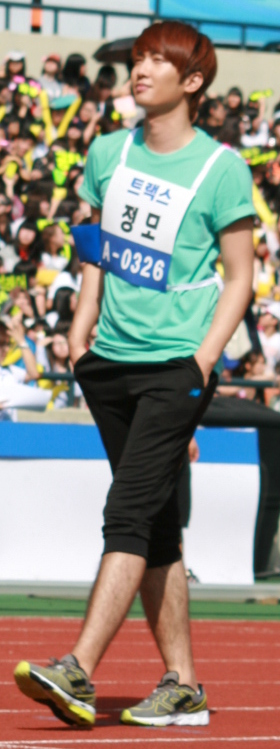
Kim Jungmo en 2011

### 2011: Débuts
M&D sortent leur premier single numérique « Close Ur Mouth » le 22 juin 2011. Ils ont aussi sorti le vidéoclip de la chanson, où l'on voit plusieurs artistes, dont Choi Jong-hoon et Lee Hong-gi de F.T. Island, Simon D de Supreme Team, Jia de Miss A, Yong Jun-hyung de Beast et le comédien Kim Kyung-jin.

### Depuis 2015:Cottage IndustryetGoody Bag
Début avril 2015, SM Entertainment annonce que M&D sortirait son premier mini-album Cottage Industry et sa chanson-titre « I Wish » le 16 avril en version numérique et le 20 avril en version physique. La chanson-titre a été écrite et composée par le duo. Ils ont fait leur retour lors du M Countdown le 16 avril.
Le 15 avril, Heechul sort le single "Narcissus" en collaboration avec Wheein de Mamamoo le 15 avril 2016 en tant que partie du projet SM Station. Le single a été écrit par Heechul et produit par Jungmo. Le mannequin Kim Jin-kyung a figuré dans le vidéoclip de la chanson. Début juillet 2016, SM Entertainment a annoncé que le duo ferait son retour sous le nom de Kim Heechul & Kim Jungmo, avec le deuxième mini-album Goody Bag et la chanson-piste trot-rock "Ulsanbawi" le 12 juillet. L'album se compose de six chansons, écrites par Heechul et composées par Jungmo. Ils ont aussi sorti un vidéoclip où l'on peut voir Chaeyeon de DIA.

## Discographie

### Extended plays
- Cottage Industry  (2015)
- Goody Bag (2016)

### Singles
- "Close Ur Mouth" (2011)
- "Narcissus" ft. Wheein (2016)

## Vidéographie
| Titre            | Année | Notes                   | Date de sortie |
| ---------------- | ----- | ----------------------- | -------------- |
| "Close Ur Mouth" | 2011  | single sans album       | 22 juin        |
| "I Wish"         | 2015  | Cottage Industry        | 16 avril       |
| "Narcissus"      | 2016  | SM Station - ft. Wheein | 15 avril       |
| "Ulsanbawi"      | 2016  | Goody Bag               | 12 juillet     |

## Filmographie

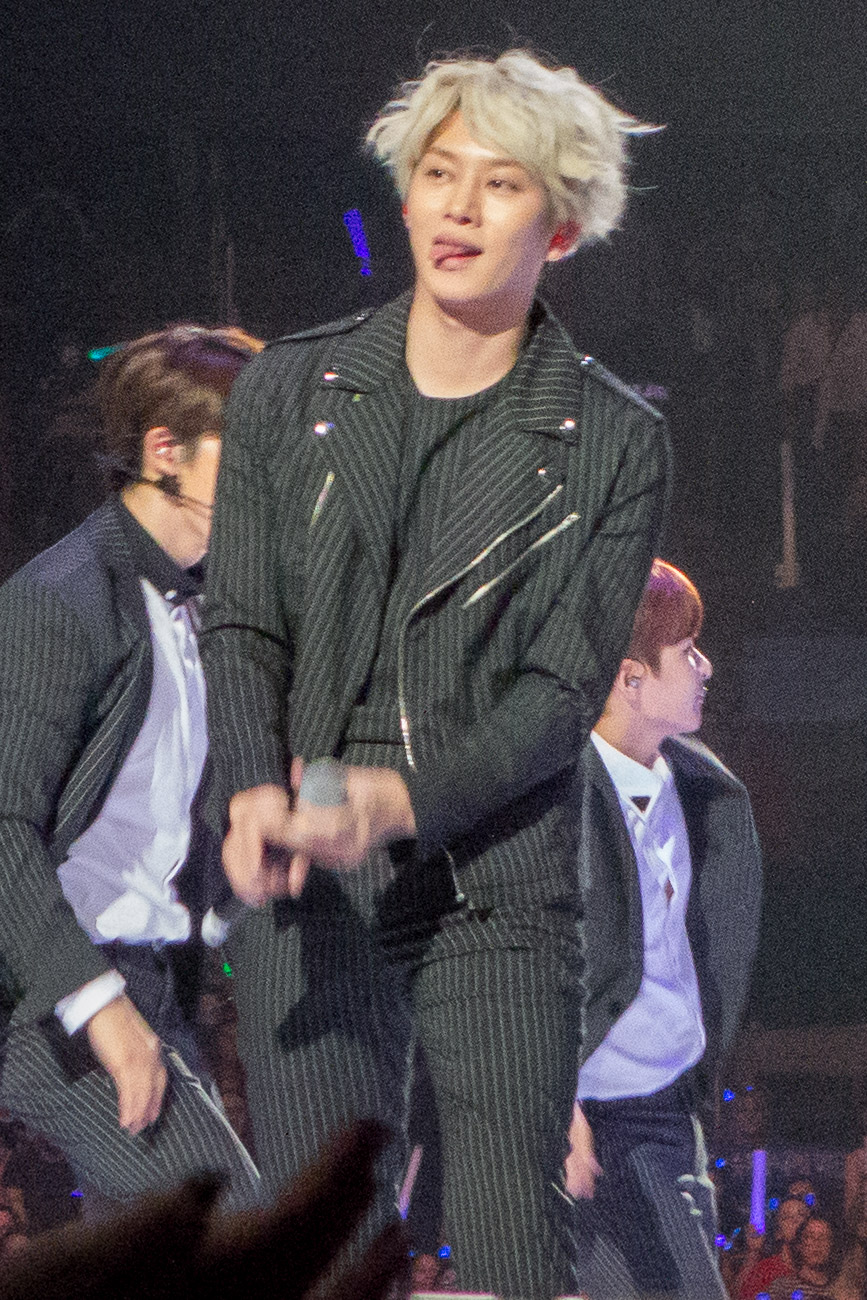
Heechul en 2015

### Télé-réalité
| Année | Titre                     | Membres           | Chaîne         | Notes                                             |
| ----- | ------------------------- | ----------------- | -------------- | ------------------------------------------------- |
| 2011  | 제1회 우주대스타 김희철배 | Heechul           | SMtown YouTube | '뭘봐(Close Ur Mouth)' 뮤직비디오 콘테스트        |
| 2016  | Dear My Fan               | Heechul et Jungmo | Youku          | Showcase de Heechul & Jungmo Présenté par Zhou Mi |

### Émissions
| Année | Titre              | Rôle                                   | Chaîne    | Notes                                                                                 |
| ----- | ------------------ | -------------------------------------- | --------- | ------------------------------------------------------------------------------------- |
| 2011  | The Beatles Code   | Invités                                | Mnet      | Ép. 49                                                                                |
| 2011  | UV Syndrome Begins | Invités                                | Mnet      | Le 17 mai                                                                             |
| 2015  | Immortal Song 2    | Invités                                | KBS       | Ép. 191 The Hometown of Stars Special chante "Spring Days of My Life" ft. Bae Ki-sung |
| 2016  | Immortal Song 2    | Invités                                | KBS       | Ép. 263 Roo’ra Special chante "Pro and Amateur" ft. Zhou Mi                           |
| 2016  | Singderella        | Heechul (présentateur) Jungmo (invité) | Channel A | Ép. 08                                                                                |

## Émissions de radio
| Année | Titre                             | Station         | Notes      |
| ----- | --------------------------------- | --------------- | ---------- |
| 2011  | Shindong's Shim Shim Ta Pa        | MBC Standard FM | 6 juillet  |
| 2011  | Kiss the Radio                    | KBS Cool FM     | 7 juillet  |
| 2015  | Kiss the Radio                    | KBS Cool FM     | 24 avril   |
| 2016  | Kiss the Radio                    | KBS Cool FM     | 12 juillet |
| 2016  | Tei's Dream Radio                 | MBC FM4U        | 13 juillet |
| 2016  | Kim Shinyoung’s Noon Song of Hope | MBC FM4U        | 18 juillet |

## Tournées et concerts
Tournées communes
- SM Town Live World Tour V (2016-2017)

Participation
- Gangwon K-pop Festival (2015)
- MBC Music Show Champion in Manila (2016)